# Emilio Lozoya Thalmann
Emilio José Lozoya Thalmann (* 15. Mai 1948 in Mexiko-Stadt) ist ein mexikanischer Volkswirt und PRI-Politiker. Er war Secretario de Energía, Minas e Industria Paraestatal während der Regierungsperiode von Carlos Salinas de Gortari.

## Leben
Emilio Lozoya ist Sohn des Arztes und Generals Jesús Lozoya Solís, ein bedeutender mexikanischer Kinderarzt, Politiker, General und Geschäftsmann, der für einige Zeit Gouverneur des Bundesstaates Chihuahua war.
Er selbst besuchte das Colegio Alemán Alexander von Humboldt in Mexiko-Stadt und beendete 1964 die schulische Ausbildung, legte nach dem Studium an der Universidad Nacional Autónoma de México (UNAM) am 30. Juni 1970 sein Diplomexamen in Volkswirtschaft ab und erwarb danach in den Vereinigten Staaten den Grad eines Magisters in Betriebswirtschaft an der Columbia University und einen in Staatsverwaltung der Harvard University. Er war seit seiner Studienzeit an der UNAM mit Carlos Salinas de Gortari, Manuel Camacho Solís, José Francisco Ruiz Massieu, Alberto Anaya y Hugo Andrés Araujo befreundet. Er war Generalschatzmeister des Mexikanischen Instituts für Sozialversicherung (Instituto Mexicano del Seguro Social, IMSS) und danach während der Regierungsperiode von Miguel de la Madrid Hurtado Unterminister im Ministerium für Arbeit und Wohlfahrt (Secretaría del Trabajo y Previsión Social). Lozoya unternahm eine mehrere Monate dauernde Studienreise nach China und schrieb verschiedene Artikel darüber. 
Salinas de Gortari ernannte ihn bei seinem Regierungsantritt 1988 zum Generaldirektor des Instituts für Sozialversicherung der Staatsangestellten (Instituto de Seguridad y Servicios Sociales de los Trabajadores del Estado, ISSSTE). Diesen Posten hatte er bis 1993 inne. Danach war er bis zum Ende der Amtszeit Secretario de Energía, Minas e Industria Paraestatal.
Nach Ablauf der Regierungsperiode von Salinas de Gortari zog sich Emilio Lozoya von der Politik zurück und wurde Präsident von KRONE Comunicaciones, S. A. de C. V. Sein Sohn Emilio Lozoya Austin ist ebenfalls ein bekannter Volkswirt und Politiker.